# Artículo I de la Constitución de los Estados Unidos

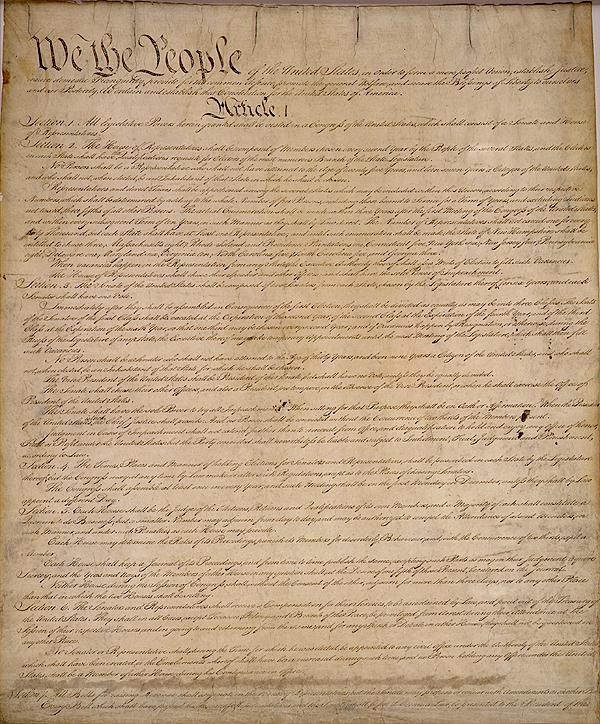
Primera página de la Constitución original de los Estados Unidos de América, que incluye parte del Artículo I.

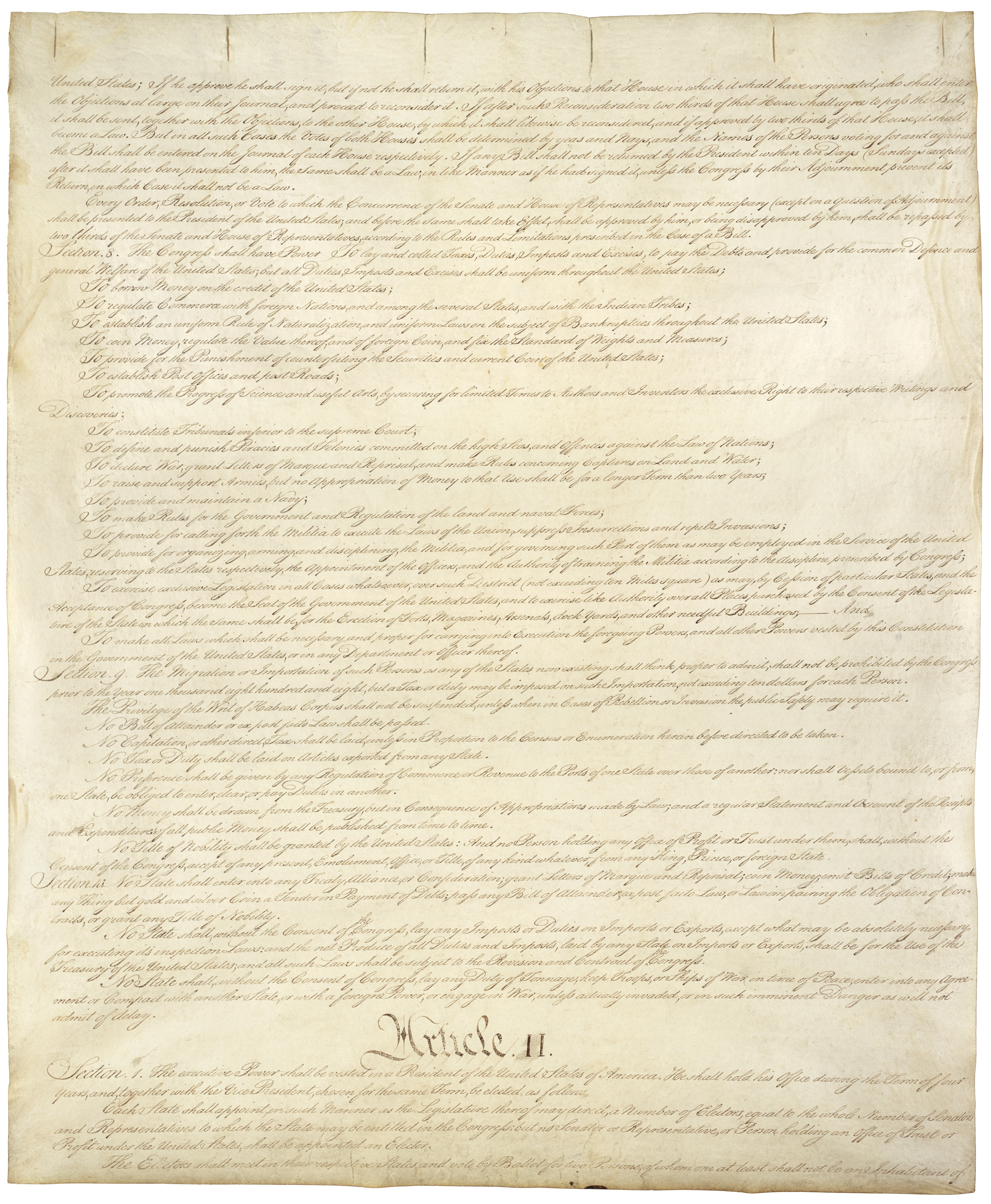
Segunda página de la Constitución original de los Estados Unidos de América, que incluye el final del Artículo I.

El Artículo I de la Constitución de los Estados Unidos, cuya fecha de aprobación data de 1788, declara el establecimiento del poder legislativo del Gobierno Federal de los Estados Unidos, representado por el Congreso, que incluye una Cámara de los Representantes y un Senado. El mismo artículo establece el método de elección y los requisitos de los miembros de cada cámara. Además, expone el procedimiento legislativo y enumera las atribuciones concedidas al poder legislativo. Por último, establece límites a los poderes federales y a cada estado miembro.
Los tres primeros artículos de la Constitución tratan, respectivamente, cada uno de los tres poderes del Gobierno federal. El legislativo viene establecido en el primer artículo, el ejecutivo en el segundo y el judicial en el tercero. 
El Artículo I es el más extenso de los siete artículos que conforman el texto constitucional original. A diferencia del resto del articulado, las enmiendas al Artículo I están restringidas de forma explícita por la Constitución. Por ejemplo, ninguna enmienda anterior a 1808 podía afectar a la primera o a la cuarta cláusula de la sección novena. La primera cláusula impedía que el Congreso prohibiera el comercio de esclavos hasta 1808; la cuarta impedía cualquier tipo de impuesto directo que no fuera repartido entre los diferentes Estados, de acuerdo a su población. Además, la Constitución excluye la posibilidad que el Congreso prive a un Estado de contar con una representación equitativa en el Senado, sin el consentimiento de dicho Estado. 

## Primera Sección: El Congreso
Primera Sección: Todos los poderes legislativos otorgados en la presente Constitución se investirán en un Congreso de los Estados Unidos, que se compondrá de un Senado y de una Cámara de Representantes.

Esta cláusula, conocida como la «cláusula de investidura», garantiza toda la autoridad del legislativo al Congreso. Muchos otros países funcionan mediante referenda popular, pero esta sección autoriza tan solo al Congreso y no al pueblo para elaborar los diferentes estatutos. En los artículos 2 y 3 se encuentran también cláusulas de investidura, pero con respecto al poder ejecutivo y judicial. La Constitución establece de este modo el principio de separación de poderes, por el que ninguno de ellos puede ejercer competencias pertenecientes a otro (por ejemplo, el ejecutivo no está autorizado a dictar leyes).  
El principio de que el Congreso no puede delegar la autoridad del legislativo en los otros poderes del Gobierno (específicamente, el ejecutivo) se conoce como la doctrina de la no delegación. La Corte Suprema (conocida también como Tribunal Supremo) ha establecido que el Congreso no tiene libertad para delegar poderes reguladores a los diferentes organismos gubernamentales, puesto que tiene por condición un "principio inteligible".

## Segunda Sección: La Cámara de Representantes
La Sección Segunda establece la Cámara de Representantes. 
Esta Cámara es a menudo denominada como la «cámara baja» del Congreso, a semejanza de la terminología empleada al referirse a las dos cámaras del Parlamento británico, la Cámara de los Lores (la «alta») y la Cámara de los Comunes (la «baja»). Sin embargo, los poderes de la Cámara de Representantes son equivalentes a lo que se denomina Senado en la mayoría de otros países, como por ejemplo ocurre en el Senado de España.
La Cámara de Representantes únicamente tiene el poder de originar proyectos de ley, mientras que el Senado tiene competencias sobre la aprobación de tratados internacionales y nombramientos hechos por parte del presidente de los Estados Unidos.

### Segunda Sección, Cláusula Primera: Período y electores
La Cámara de Representantes estará formada por miembros elegidos cada dos años por los ciudadanos de los diversos estados, y los electores deberán poseer en cada estado las condiciones requeridas para los electores de acuerdo al sector más numeroso de la asamblea legislativa local.

La Segunda Sección contempla las elecciones a la Cámara de los Representantes por parte del pueblo cada dos años. Cada vez que se produzca una vacante, el gobernador del estado correspondiente debe iniciar el procedimiento para realizar una nueva elección especial.  
La Constitución no incluye requisitos para los votantes; se indica que aquellos con capacidad para votar en las elecciones a la mayor cámara de cada estado pueden también votar en las elecciones al Congreso. Las enmiendas a la Constitución, no obstante, han limitado la capacidad de los estados de fijar restricciones. La Decimoquinta, la Decimonovena y la Vigesimocuarta Enmienda impiden que la raza, el sexo o el pago de un impuesto constituyan requisitos para votar, tanto en las elecciones de cada estado como en las federales. Además, la Vigesimosexta Enmienda establece que los estados no pueden fijar requisitos de edad por encima de los dieciocho años.

### Segunda Sección, Cláusula Segunda: Requisitos
No será representante ninguna persona que no haya cumplido 25 años de edad y que no haya sido ciudadano de los Estados Unidos durante siete años, y que no sea habitante del estado en el cual se le designe, en el momento de la elección.

El texto constitucional fija que para poder ser representante se deben tener al menos veinticinco años y ser residente del estado en el cual se presente para ser elegido, además de haber sido ciudadano de los Estados Unidos durante los siete años previos. No se exige ninguna condición de que el representante resida en el distrito del que dependa; en la práctica, esto suele ser así, aunque ha habido algunas excepciones.

### Segunda Sección, Cláusula Tercera: Prorrateo

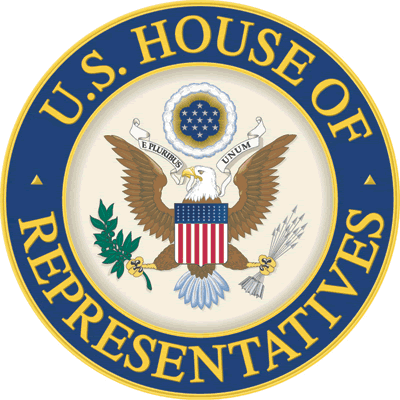
Sello de la Cámara de Representantes.

Los representantes y los impuestos directos se prorratearán entre los distintos estados que formen parte de esta Unión, de acuerdo con su población respectiva, la cual se determinará sumando al número total de personas libres, inclusive las obligadas a prestar servicios durante cierto término de años y excluyendo a los indios no sujetos al pago de contribuciones, las tres quintas partes de todas las personas restantes. El recuento deberá hacerse dentro de los tres años siguientes a la primera sesión del Congreso de los Estados Unidos, y en lo sucesivo cada 10 años, en la forma que dicho cuerpo disponga por medio de una ley. El número de representantes no excederá de uno por cada treinta mil habitantes con tal de que cada Estado cuente al menos con un representante; y hasta que se efectúe dicho recuento, el estado de Nuevo Hampshire tendrá derecho a elegir tres; Massachusetts, ocho; Rhode Island y las Plantaciones de Providence, uno; Connecticut, cinco; Nueva York, seis; Nueva Jersey, cuatro; Pensilvania, ocho; Delaware, uno; Maryland, seis; Virginia, diez; Carolina del Norte, cinco; Carolina del Sur, cinco y Georgia, tres.

El número de representantes para cada estado depende del número de su población, pero cada estado tiene derecho a tener como mínimo un representante. 
El cómputo de la población de cada estado originalmente incluía a todas las «personas libres», a tres quintas partes de «otras personas» (esclavos) y se excluía a los nativos americanos, que no pagaran impuestos. Ante este tratamiento que se daba a los esclavos, se intentaron limitar las normas de los estados en lo relativo a la propiedad que se ejercía sobre ellos, reduciendo su participación en la Cámara de Representantes. Esto se conoce como el «compromiso de los tres quintos».
La Decimocuarta Enmienda cambió esta medida, eliminando la cláusula de los tres quintos, habiendo sido abolida la esclavitud tras la guerra de Secesión. En la actualidad, no hay pueblos de nativos americanos que no paguen impuestos, así que todas aquellas personas que residen en un estado entran dentro del cómputo de la población, estén o no en el registro de votantes o censo electoral.
La Constitución establece que se realice un censo de población cada diez años para determinar la población de los estados. El texto constitucional dicta que se reserve un número de escaños de forma temporal hasta que el censo pueda ser llevado a cabo. 
Según la Segunda Sección, la cantidad de impuestos directos que pueden ser recogidos en cada estado estaba ligada directamente a su proporción de representantes. Basándose en este requisito, el impuesto sobre la renta se consideró inconstitucional en 1895, puesto que no era repartido entre los estados. Desde la Corte Suprema, se rechazó proceder al contrario. Para permitir la recaudación del impuesto sobre la renta, el Congreso propuso, siendo ratificada por los estados, la Decimosexta Enmienda, la cual eliminaba la necesidad de que este impuesto fuera repartido entre los estados.

### Segunda Sección, Cláusula Cuarta: Vacantes
Cuando se produzcan vacantes en la representación de cualquier estado, la autoridad ejecutiva del mismo expedirá un decreto por el cual se convocarán elecciones con el objeto de cubrirlas.

Esta cláusula establece que cuando se dejaran puestos vacantes en la Cámara de Representantes, no es esta cámara la que tiene que ocuparse de ello, sino que debe ser el Senado el que se encargue de que se vuelvan a ocupar estos escaños. Los requisitos y procedimientos originales de cada estado para participar en dicha elección son válidos, lo que significa que cada estado tendrá un método particular para elegir a los sustitutos de los representantes que dejen puestos vacantes.

### Segunda Sección, Cláusula Quinta: Presidente, otros funcionarios y acusación formulada contra unalto cargo(impeachment)
La Cámara de Representantes elegirá a su presidente y demás funcionarios y será la única facultada para declarar que hay lugar para proceder en los casos de responsabilidades oficiales (impeachment).

La Sección Segunda establece que la Cámara de Representantes elige a su presidente y al resto del funcionariado. Aunque la Constitución no lo exige, todos los presidentes han sido antes miembros de la Cámara de Representantes.
Finalmente, esta sección concede a la Cámara de Representantes el poder realizar el proceso de impeachment, o también denominado «acusación formulada contra un alto cargo» (aunque se utiliza el término anglosajón en la doctrina jurídica). Este procedimiento, por tanto,  se lleva a cabo en esta cámara. 
El procedimiento de impeachment fue modelado de acuerdo al método de la Cámara de los Comunes del Reino Unido.
Tan solo en tres ocasiones a lo largo de la historia de este país se ha llevado a cabo este procedimiento contra un presidente de los Estados Unidos; estos fueron los casos de Bill Clinton (1998-1999), Andrew Johnson (1868) y Donald Trump (2019), siendo todos absueltos. Richard Nixon interrumpió el proceso al dimitir de su cargo en 1974 tras la aprobación de su impeachment.

## Tercera Sección: El Senado

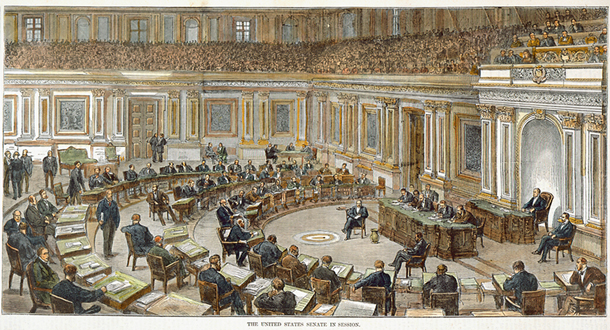
La Sala del Senado, en el ala Norte del Capitolio, en sesión en enero de 1874 (composición).

La Sección Tercera establece el Senado.
Como se ha indicado antes, al Senado se le denomina a menudo «cámara alta» del Congreso, aunque ambas cámaras, el Senado y la Cámara de Representantes, son prácticamente iguales en cuanto a las competencias que les otorga la Constitución. Sin embargo, al haber menos senadores que representantes, y al ser más longevo el cargo de senador, normalmente éstos suelen tener más influencia. Pese a que se produzca el hecho de que los miembros del Senado se impongan —sobre todo en la historia más primigenia de la cámara– y se suponga que su cámara es superior, la verdad es que no tiene ningún fundamento explícito basado en la Constitución. 
Por ejemplo, después de reunirse en 1789, el Senado intentó, aunque de forma insatisfactoria, establecer un mecanismo para la comunicación entre las dos cámaras legislativas, lo que indicaría una supuesta superioridad del Senado. Este aspiraba a enviar sus mensajes a la otra cámara a través de un mero secretario, pretendiendo que la otra cámara comunicara sus mensajes mediante dos representantes, los cuales tendrían que "rendir homenaje" (haciendo una reverencia) al entrar y al salir de la sala del Senado. Naturalmente, la Cámara de Representantes no aceptó esta propuesta.     

### Tercera Sección, Cláusula Primera: Composición y elección
El Senado de los Estados Unidos se compondrá de dos senadores por cada estado, elegidos por seis años por la asamblea legislativa del mismo, y cada senador representará un voto.

Esta sección estipula que cada estado tiene derecho a dos senadores elegidos por un periodo de seis años.
Las asambleas legislativas de cada estado en un principio elegían a los miembros del Senado; estas podían autorizar al gobernador para llevar a cabo nombramientos temporales con tal de cubrir los puestos vacantes si se presentara el caso, mientras se estuviera en periodo de vacaciones. 
La Decimoséptima Enmienda, sin embargo, contempla la elección directa de senadores por los votantes de cada estado. Esto fue considerado un paso hacia una sociedad más democrática, pero quebró el equilibrio político de poder, al privar a los estados de una representación directa frente al Gobierno Federal. 
Gracias a esta enmienda, los estados pueden autorizar a sus gobernadores para llevar a cabo nombramientos de senadores y así cubrir puestos vacantes, pero solo hasta que unas elecciones especiales elijan a un sustituto de forma permanente.

### Tercera Sección, Cláusula Segunda: Clases de senadores y vacantes
Nada más se reúnan en virtud de la elección inicial, se dividirán en tres grupos de forma tan equitativa como sea posible. Las actas de los senadores del primer grupo quedarán vacantes al terminar el segundo año; las del segundo grupo, al expirar el cuarto año; y las del tercer grupo, al concluir el sexto año; de tal manera que sea factible elegir una tercera parte cada dos años, y si se producen vacantes, por renuncia u otra causa, durante el receso de la legislatura de algún Estado, el Ejecutivo de éste podrá hacer designaciones provisionales hasta el siguiente período de sesiones de la Asamblea legislativa, la cual procederá a cubrir dichas vacantes.

Sello del Senado.

Con esta cláusula se asegura que nunca haya un período por el que el Senado no se pueda reunir, permitiéndose la alteración gradual del Senado, siguiendo las líneas políticas que determine la Cámara de Representantes. 
Según lo establecido originariamente, los senadores son elegidos por la Asamblea legislativa del Estado que representen en el Senado. Si un senador muriera, o fuera expulsado, la Asamblea legislativa del Estado nombraría a un sustituto para servir durante el resto del periodo. Si la Asamblea legislativa no estuviera reunida, el gobernador podría nombrar a un sustituto para cubrir el escaño vacante hasta que dicha Asamblea pudiese elegir un sustituto de forma permanente.
Sin embargo, todo esto fue modificado por las cláusulas segunda y tercera de la Decimoséptima Enmienda:

Decimoséptima Enmienda, Cláusula Segunda: Cuando se produzcan vacantes en la representación de cualquier Estado en el Senado, la autoridad ejecutiva de aquel expedirá un decreto por el que convocará a elecciones con el objeto de cubrir dichas vacantes, en el supuesto de que la Asamblea legislativa de cualquier Estado pueda autorizar a su Ejecutivo a hacer un nombramiento provisional hasta que las vacantes se cubran mediante elecciones populares en la forma que disponga la Asamblea legislativa.

Decimoséptima Enmienda, Cláusula Tercera: No deberá entenderse que esta enmienda influye sobre la elección o período de cualquier senador elegido antes de que adquiera validez como parte integrante de la Constitución.

Estos cambios llevaron a cambiar el procedimiento de la elección popular de senadores, extendiéndoselo a las Asambleas legislativas de los Estados, tanto si las vacantes son ocupadas gracias a las elecciones como si no. A menudo, cuando un senador muere ejerciendo su cargo y está casado, el cónyuge del difunto es nombrado para ocupar su puesto durante el resto del periodo. Esto sitúa al cónyuge por delante en el orden a ocupar el cargo para conseguir el escaño en las próximas elecciones al Senado, en cualesquiera elecciones primarias o reuniones del partido.

### Tercera Sección, Cláusula Tercera: Requisitos
No será senador ninguna persona que no haya cumplido 30 años de edad y que no haya sido ciudadano de los Estados Unidos durante nueve años y que, en el momento de la elección, no sea habitante del Estado por parte del cual fue designado.

Lo expuesto en esta cláusula significa que los senadores no necesitan ser estadounidenses de origen, aunque en la mayor parte de los casos sí lo son. El presidente y el vicepresidente del país necesariamente requieren serlo. Sin embargo, un senador debe tener al menos treinta años de edad, haber sido ciudadano de los Estados Unidos durante al menos los nueve años previos a las elecciones, y tiene además que residir en el Estado al cual se presente como candidato.

### Tercera Sección, Cláusula Cuarta: El vicepresidente
El vicepresidente de los EE.UU. será presidente del Senado, pero no tendrá voto excepto en caso de empate.

Sello del vicepresidente de los Estados Unidos.

Aquí se establece que el vicepresidente de los Estados Unidos es un funcionario que sirve como presidente del Senado. El vicepresidente no tiene voto excepto si el Senado se encuentra totalmente empatado.

### Tercera Sección, Cláusula Quinta: Presidentepro temporey otros funcionarios del Senado
El Senado elegirá a sus demás Funcionarios, así como a un presidente pro tempore, en ausencia del vicepresidente o cuando éste se halle desempeñando el cargo de la Presidencia de los Estados Unidos.

El Senado tiene la posibilidad de elegir a un presidente pro tempore en caso de ausencia del vicepresidente. Es el segundo cargo más importante del Senado, después del vicepresidente, que es presidente ex officio, así como el cargo más alto como senador. El presidente pro tempore es, por convención, un senador, aunque en el texto constitucional no se encuentra este requisito.
Dentro de la expresión de "funcionarios", se incluye a los presidentes, a miembros de menor grado de los comités, al líder de la mayoría, al líder de la minoría (líder de la oposición), al líder del grupo minoritario, al portavoz de la mayoría y al portavoz de la minoría.

### Tercera Sección, Cláusula Sexta: Procesos de acusación formulada contra un alto cargo (impeachment)
El Senado poseerá el derecho exclusivo de juzgar sobre todas las acusaciones formuladas contra un alto cargo (impeachment). Cuando se reúna con este objeto, sus miembros deberán prestar un juramento o protesta. Cuando se juzgue al presidente de los EE.UU. deberá presidir el acto el presidente de la Corte Suprema. Y a ninguna persona se le condenará si no se alcanza un voto de dos tercios de los miembros presentes.

En esta cláusula se concreta lo que se había avanzado en la Cláusula Quinta de la Segunda Sección, y es que se le garantiza al Senado el poder proceder a realizar impeachments (o acusaciones formuladas contra un alto cargo) al igual que la Cámara de los Lores en Reino Unido. Los senadores deben hacer juramento, a diferencia de los lores. 
El presidente de la Corte Suprema presidirá el acto cuando se juzgue al presidente de los Estados Unidos, puesto que el vicepresidente tendría un conflicto de intereses. Se requiere una mayoría absoluta de dos tercios para declararlo culpable.

### Tercera Sección, Cláusula Séptima: Sentencias tras las acusaciones formuladas contra altos cargos (impeachment)
En los casos de acusaciones formuladas contra un alto cargo (impeachment), el alcance de la sentencia no irá más allá de la destitución del mismo de su cargo y la inhabilitación para ocupar y disfrutar cualquier empleo honorífico, de confianza o remunerado, de los Estados Unidos; el individuo condenado quedará sujeto, no obstante, a que se le acuse, enjuicie, juzgue y castigue con arreglo a las leyes.

Si un funcionario del ejecutivo es declarado culpable tras el procedimiento de impeachment, él o ella es inmediatamente destituido de su cargo, pero el Senado puede decidir no destituir a un funcionario judicial. 
El Senado decidió, ante el proceso de impeachment contra el senador William Blount, que los miembros del Congreso pueden no ser procesados por impeachment. Sin embargo, el Senado desautorizó al acusado para acceder a cualquier otro puesto del funcionariado en el futuro. 
No se aplica ningún otro castigo, pero el partido que haya sido acusado queda sujeto al proceso y castigo correspondiente por parte del Poder Judicial.

## Cuarta Sección: Elecciones y reuniones

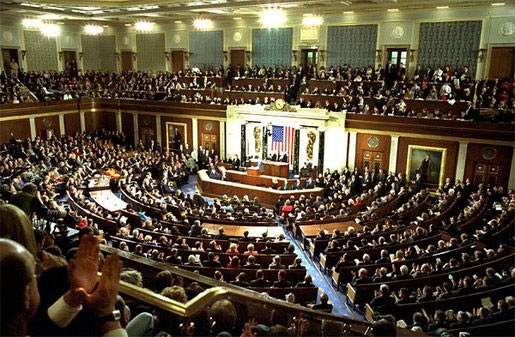
El pleno del Congreso reunido en el Capitolio en enero de 2003.

La Sección Cuarta estipula el nombramiento de los miembros del Congreso, así como sus reuniones:

Los lugares, épocas y modo de celebrar las elecciones para senadores y representantes se prescribirán en cada Estado por la Asamblea legislativa respectiva, pero el Congreso podrá formular o alterar las reglas de referencia en cualquier momento por medio de una ley, a excepción de lo tocante a los lugares de elección de los senadores.

El Congreso se reunirá una vez al año, y esta reunión será el primer lunes de diciembre, a no ser que por ley se fije otro día.

Mientras que los Estados pueden regular "los lugares, épocas y modo" de celebrar las elecciones al Congreso, este puede elaborar o modificar las normas que las regulan, a excepción de aquellas referentes a la elección de senadores (puesto que originariamente los eligen las Asambleas legislativas de cada Estado). 
El Congreso está autorizado a establecer una sola fecha, uniforme, para las elecciones al mismo. El Congreso señaló el primer martes de cada noviembre, recalcándose el hecho de que fuera posterior al día 1 de dicho mes. Esta fraseología fue adoptada para imposibilitar que el 1 de noviembre, día de la fiesta católica de Todos los Santos, coincidiera con la fecha de las elecciones. 
Además, la Sección Cuarta establece que el Congreso debe reunirse por lo menos una vez al año. La reunión sería el primer lunes de diciembre, a menos que se dijera lo contrario por ley. Las elecciones serían celebradas en noviembre, y los representantes y los senadores jurarían su cargo en marzo. El periodo entre estos meses, por consiguiente, no se ocuparía por el nuevo Congreso elegido; de hecho, se le denominó el Congreso del "pato cojo". Aunque la Constitución concede al Congreso autoridad para reunirse en días diferentes sin la necesidad de pasar por una enmienda, no obstante fueron establecidos unos periodos mediante la Vigésima Enmienda. Esta misma enmienda también estableció que se requiriese la presencia de los representantes y senadores recientemente elegidos para reunirse y tomar sus cargos el 3 de enero del año que sigue a las elecciones (de nuevo, el Congreso puede cambiar la fecha de reunirse por ley).

## Quinta Sección: Procedimiento
Cada Cámara puede juzgar las elecciones y requisitos de sus propios miembros. Por quórum, abrir un registro de votaciones y llevar a cabo la suspensión; estos casos también están contemplados en la Sección Quinta:

Cada Cámara calificará las elecciones, los informes sobre escrutinios y la capacidad legal de sus respectivos miembros, y una mayoría de cada una constituirá el quórum necesario para deliberar; pero un número menor puede suspender las sesiones de un día para otro y estará autorizado para compeler a los miembros ausentes a que asistan, del modo y bajo las penas que determine cada Cámara.

Cada Cámara puede elaborar su propio reglamento interno, castigar a sus miembros ante conductas indebidas y expulsarlos de su seno con el asentimiento de las dos terceras partes.

Cada Cámara llevará un diario de sus sesiones y lo publicará de tiempo en tiempo a excepción de aquellas partes que a su juicio exijan reserva; y los votos afirmativos y negativos de sus miembros con respecto a cualquier cuestión se harán constar en el diario, a petición de la quinta parte de los presentes.

Durante el período de sesiones del Congreso ninguna de las dos cámaras puede suspenderlas por más de tres días ni acordar que se celebren en un lugar distinto de aquel en que se reúnen ambas Cámaras sin el consentimiento de la otra.

Requisitos de los miembros: En ocasiones, se ha admitido a individuos no cualificados en el Congreso. Por ejemplo, el Senado admitió una vez a un miembro de 28 años, John Henry Eaton, en 1818 (aunque realmente la admisión fue fruto de un descuido, pues la fecha de nacimiento de Eaton resultaba confusa). En 1934, Rush Holt, de 29 años, fue elegido para formar parte del Senado; este aceptó esperar durante un tiempo de seis meses, hasta su trigésimo cumpleaños, para llevar a cabo el juramento. El Senado estableció en ese caso que el requisito de la edad se aplicaría en el momento de producirse el juramento, no en la fecha de la elección. 
Quórum: La Sección Quinta expone que una mayoría de cada cámara constituya quórum para tratar los asuntos que corresponda; un número menor puede suspender la cámara u obligar a asistir a miembros ausentes.
En la práctica, el requisito del quórum se da por sentado. Esto es así a menos que una llamada del quórum, pedida inicialmente por uno de los miembros, lo pruebe de otra manera. Sin embargo, esto no suele suceder, aunque se utiliza la llamada del quórum como táctica para producir retrasos. 
Reglas: Cada cámara determina sus propias reglas, y castiga a cualesquiera de sus miembros. Una mayoría de dos tercios es necesaria para expulsar a un miembro. Cada cámara debe custodiar y publicar un Diario, aunque a cualquier parte del Diario se le puede aplicar la condición de reservada. Las decisiones de la Cámara —no lo que se discuta en las sesiones– se registran en el Diario; si un quinto de los presentes (si se asume que hay quórum) lo solicita, los votos de los miembros en una pregunta particular deben también ser incorporados a dicho Diario. 
Suspensión: Ninguna de las dos cámaras puede ser suspendida, sin el consentimiento de la otra, durante un tiempo de más de tres días. A menudo, una cámara lleva a cabo sesiones pro forma cada tres días; tales sesiones se llevan a cabo simplemente para satisfacer el requisito constitucional, y no para gestionar los asuntos correspondientes. Además, ninguna de las dos cámaras puede reunirse en otro lugar que no sea el designado por ambas (el Capitolio, en Washington D. C.), sin el consentimiento de la otra cámara.

## Sexta Sección: Compensación, privilegios, restricción de la participación civil
Sexta Sección: Los senadores y representantes recibirán una remuneración por sus servicios que será fijada por la ley y pagada por el Tesoro de los EE.UU. En todos los casos, exceptuando los de traición, delito grave y perturbación del orden público, gozarán del privilegio de no ser arrestados durante el tiempo que asistan a las sesiones de sus respectivas Cámaras, así como al ir a ellas o regresar de las mismas, y no podrán ser objeto en ningún otro sitio de inquisición alguna con motivo de cualquier discusión o debate en una de las Cámaras.

A ningún senador ni representante se le nombrará, durante el tiempo por el cual haya sido elegido, para ocupar cualquier empleo civil que dependa de los Estados Unidos, que haya sido creado o cuyos emolumentos hayan sido aumentados durante dicho tiempo, y ninguna persona que ocupe un cargo de los Estados Unidos podrá formar parte de las Cámaras mientras continúe en funciones.

Los senadores y los representantes fijan su propia remuneración. Con la Vigésimo Séptima Enmienda, se fijó que ningún cambio en su remuneración toma efecto hasta después de las siguientes elecciones al Congreso. 
Los miembros de ambas cámaras tienen ciertos privilegios, basados en los que gozan los miembros del Parlamento Británico (véase Fuero parlamentario). Los miembros, tanto los que vayan a pertenecer como los que hayan pertenecido a cualquier cámara, están exentos de detención, a excepción del delito de traición, del delito de crimen o del delito de perturbación del orden público. Sus discursos no se pueden criticar, debatir o cuestionar en cualquier lugar que no sea el Congreso; tampoco se puede demandar a un senador o a un representante por calumnias que ocurran durante el debate en el Congreso. 
Los senadores y los representantes no pueden dimitir de su cargo para ocupar otros puestos políticos que comporten mayores sueldos; deben esperar hasta la conclusión del periodo para el cual fueron elegidos. Si el Congreso aumenta el sueldo de un funcionario en particular, puede reducir más adelante dicho sueldo para permitir que un individuo dimita de su puesto en el Congreso y tome esa posición, ya que como se ha indicado, el sueldo no puede ser en cualquier caso mayor. 

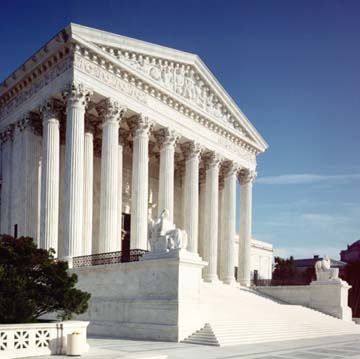
Edificio de la Corte Suprema de los Estados Unidos, en Washington D. C..

Los efectos de esta cláusula fueron discutidos en 1937, cuando el senador Hugo Black fue nombrado miembro de la Corte Suprema, lo que conllevó que abandonara parte de su periodo como senador. Antes de su nuevo nombramiento, el Congreso había aumentado la pensión disponible a los magistrados que se retiraran a la edad de setenta años. Por lo tanto, se comentó el hecho de que el emolumento del funcionariado hubiera sido aumentado durante el periodo senatorial de Black, y que por lo tanto Black no podría tomar el puesto de magistrado de la Corte. La respuesta, sin embargo, fue que Black, al tener 51 años, no recibiría la pensión incrementada hasta por lo menos diecinueve años más tarde, y por lo tanto, después de que hubiera expirado su periodo en el Senado. 
El 20 de mayo de 2006, como parte de una investigación que se estaba desarrollando en torno a un caso de soborno, el despacho del congresista William J. Jefferson fue registrado por la Oficina Federal de Investigación, el FBI, principal brazo de investigación del Departamento de Justicia, lo que fue considerado como la primera incursión del FBI en un despacho del Congreso, lo que causó gran preocupación puesto que podría fijar un precedente peligroso que se podría utilizar por las administraciones futuras para intimidar o para acosar a uno de los supuestamente equilibrados poderes del gobierno.

## Séptima Sección: Proyectos de ley
La Sección Séptima establece el método para elaborar los decretos del Congreso:

Todo proyecto de ley que tenga por objeto la obtención de ingresos deberá proceder primeramente de la Cámara de Representantes; pero el Senado podrá proponer reformas o convenir en ellas de la misma manera que tratándose de otros proyectos.

Todo proyecto aprobado por la Cámara de Representantes y el Senado se presentará al presidente de los Estados Unidos antes de que se convierta en ley; si lo aprobare lo firmará; en caso contrario lo devolverá, junto con sus objeciones, a la Cámara de su origen, la que insertará íntegras las objeciones en su diario y procederá a reconsiderarlo. Si después de dicho nuevo examen las dos terceras partes de esa Cámara se pusieren de acuerdo en aprobar el proyecto, se remitirá, acompañado de las objeciones, a la otra Cámara, en la cual también será estudiado nuevamente y, si lo aprobaren los dos tercios de dicha Cámara, se convertirá en ley. Pero en todos estos casos de que se habla, la votación de ambas Cámaras será nominal y los nombres de las personas que voten en pro o en contra del proyecto se inscribirán en el diario de la Cámara que corresponda. Si algún proyecto no fuera devuelto por el presidente dentro de un plazo de 10 días (descontando los domingos) después de haberle sido presentado, se convertirá en ley, de la misma manera que si lo hubiera firmado, a menos de que al suspender el Congreso sus sesiones, impidiera su devolución, en cuyo caso no será ley.

Toda orden, resolución o votación para la cual sea necesaria la concurrencia del Senado y la Cámara de Representantes (salvo en materia de suspensión de las sesiones), se presentará al presidente de los Estados Unidos y no tendrá efecto antes de ser aprobada por él o de ser aprobada nuevamente por dos tercios del Senado y de la Cámara de Representantes, en el caso de que la rechazare, de conformidad con las reglas y limitaciones prescritas en el caso de un proyecto de ley.

Un proyecto de ley puede originarse en cualquiera de las dos cámaras del Congreso, salvo los proyectos de ley de obtención de ingresos, que conforme a la Constitución pueden originarse solamente en la Cámara de Representantes. La Cámara ha reclamado que de la misma forma esta pueda por sí sola originar proyectos de ley de asignación, pero el Senado se opone a esta demanda. Siempre que el Senado envíe un proyecto de ley de asignación a la Cámara, esta simplemente la devuelve al Senado, resolviéndose así la pregunta en la praxis. Cualquier cámara puede enmendar cualquier proyecto de ley, incluyendo aquellos de ingresos y de apropiación. 
Antes de que una proyecto de ley pase a tener rango de ley, debe ser presentado al presidente de los Estados Unidos, que tiene un plazo de diez días hábiles (excluyéndose del cómputo los domingos) para actuar sobre ella. Si el presidente firma el proyecto de ley, se convierte en ley. Si lo desaprueba, este se devuelve a la cámara en la cual se originó, junto con sus objeciones. Este procedimiento se conoce como veto (de tipo devolutivo), aunque este término no aparece en el texto del Artículo I. El proyecto de ley entonces no se convierte en ley a menos que ambas cámaras, por una mayoría de dos tercios, eliminen el veto. Si el presidente ni firma ni devuelve el proyecto de ley dentro del límite de diez días, el proyecto se convierte en ley automáticamente, a menos que el Congreso lo haya aplazado durante ese tiempo, evitando así que el presidente devuelva el proyecto de ley a la Cámara en la cual se originó. En el último caso, el presidente, no tomando ninguna acción sobre el proyecto de ley hacia el final de una sesión, ejercita un "veto de bolsillo", que el Congreso puede no eliminar. El "veto de bolsillo" consiste en que si el Congreso da por concluido el periodo de sesiones antes de que expiren los diez días en que el ejecutivo recibió la iniciativa, esta, por no haber sido sancionada, no adquiere carácter de ley. 
Qué constituye exactamente un aplazamiento o suspensión para los propósitos del "veto de bolsillo" es confuso. En el "Caso del Veto de Bolsillo" (The Pocket Veto Case) de 1929, la Corte Suprema sostuvo que la pregunta determinativa en referencia a una "suspensión" no es si es una suspensión final del Congreso o una suspensión provisional, tal como una suspensión de la primera sesión, pero sí es una que "evita" que el presidente devuelva el proyecto de ley a la cámara en la cual se originó dentro del tiempo dado de plazo. Puesto que ninguna de las dos cámaras del Congreso estaba en la sesión, el presidente no podía devolver el proyecto de ley a una de ellas, permitiendo así el uso del "veto de bolsillo". En el caso Wright contra los Estados Unidos (1938), sin embargo, el Tribunal estableció que las suspensiones de una cámara no constituyeron solamente una suspensión del Congreso requerido para un "veto de bolsillo". En tales casos, la secretaria o secretario de la cámara en cuestión sería declarado competente para recibir el proyecto de ley. 
En 1996, el Congreso aprobó un decreto (el Line Item Veto Act) que permitía al presidente, a la hora de la firma del proyecto de ley, a rescindir ciertos gastos. El Congreso podía desaprobar la cancelación y restituir los fondos. El presidente podía vetar la desaprobación, pero el Congreso, por una mayoría de dos tercios en cada cámara, podía eliminar el veto. La Corte Suprema declaró el decreto inconstitucional porque violaba una cláusula del caso Clinton contra la ciudad de Nueva York. Primero, el procedimiento delegó poderes legislativos al presidente, violando de tal modo la doctrina de la no delegación (que aparecía en la Primera Sección de este mismo Artículo I). En segundo lugar, el procedimiento violó los términos de la Séptima Sección, que indican que si lo aprueba [el proyecto de ley] debe firmarlo, pero si no, debe devolverlo. Había solamente dos opciones posibles, de acuerdo a la cláusula, para el presidente: este no está autorizado a enmendar el proyecto de ley y después firmarlo. 
Cada proyecto de ley, orden, resolución, o voto que deba pasar por ambas cámaras, excepto por suspensión de las sesiones, se deben presentar al presidente antes de que alcance rango de ley. Sin embargo, para proponer una enmienda constitucional, dos tercios de ambas Cámaras pueden someterla para que sea ratificada, sin ninguna consideración por parte del Presidente, según lo prescrito en el Artículo Quinto. 
El procedimiento para la elaboración de leyes se basa en el establecido en el Parlamento Británico, donde el consentimiento de la Cámara de los Comunes, de la Cámara de los Lores y del Soberano era requerido originariamente para la promulgación de cualquier legislación; no había posibilidad por la cual la denegación por parte del Soberano para garantizar la aprobación regia pudiera ser superada. El poder de retener la aprobación no se ha utilizado en el Reino Unido desde 1707, pero el poder del veto ha sido utilizado con frecuencia por los presidentes estadounidenses. El primer presidente de los Estados Unidos, George Washington, utilizó el veto regular; James Madison fue el primero que utilizó el veto de bolsillo. 
Algunos presidentes han hecho un uso muy frecuente del veto, mientras que otros no lo han utilizado. Grover Cleveland, por ejemplo, vetó unos cuatrocientos proyectos de ley durante su primer periodo en el cargo; el Congreso eliminó solamente dos de esos vetos. Aunque Franklin D. Roosevelt es el presidente que más vetos ha realizado, estando en el cargo durante tres legislaturas. Por otra parte, siete presidentes nunca han utilizado el poder del veto. En total, ha habido 1484 vetos regulares, de los cuales se han eliminado 106 (cerca del siete por ciento). También ha habido 1.066 vetos de bolsillo, habiendo un total de 2550 vetos.

## Octava Sección: Poderes del Congreso

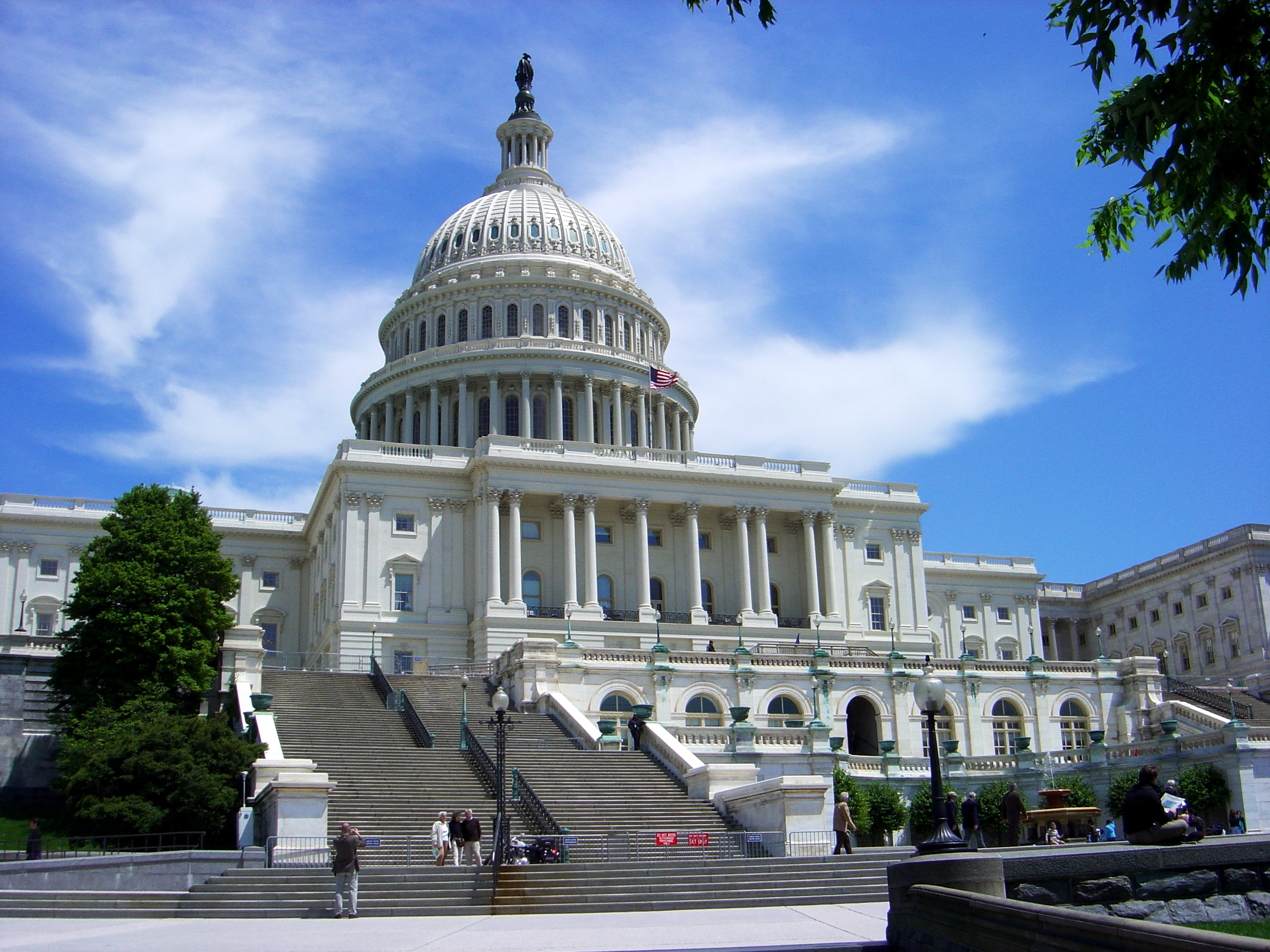
El Capitolio, en Washington D. C., sede del Congreso.

Los poderes del Congreso son enumerados en la Sección Octava:

El Congreso tendrá facultad:
- Para establecer y recaudar contribuciones, impuestos, derechos y consumos; para pagar las deudas y proveer a la defensa común y bienestar general de los Estados Unidos; pero todos los derechos, impuestos y consumos serán uniformes en todos los Estados Unidos.
- Para contraer empréstitos a cargo de créditos de los Estados Unidos.
- Para reglamentar el comercio con las naciones extranjeras, entre los diferentes Estados y con las tribus indias.
- Para establecer un régimen uniforme de naturalización y leyes uniformes en materia de quiebra en todos los Estados Unidos.
- Para acuñar monedas y determinar su valor, así como el de la moneda extranjera. Fijar los patrones de las pesas y medidas.
- Para proveer lo necesario al castigo de quienes falsifiquen los títulos y la moneda corriente de los Estados Unidos.
- Para establecer oficinas de correos y vías de comunicación para correos.
- Para fomentar el progreso de la ciencia y las artes útiles, asegurando a los autores e inventores, por un tiempo limitado, el derecho exclusivo sobre sus respectivos escritos y descubrimientos.
- Para crear tribunales inferiores a la Corte Suprema.
- Para definir y castigar la piratería y otros delitos graves cometidos en alta mar y violaciones al derecho internacional.
- Para declarar la guerra, otorgar patentes de corso y represalias y para dictar reglas con relación a las presas de mar y tierra.
- Para reclutar y sostener ejércitos, pero ninguna autorización presupuestaria de fondos que tengan ese destino será por un plazo superior a dos años.
- Para habilitar y mantener una armada.
- Para dictar reglas para el gobierno y ordenanza de las fuerzas navales y terrestres.
- Para disponer cuando debe convocarse a la milicia nacional con el fin de hacer cumplir las leyes de la Unión, sofocar las insurrecciones y rechazar las invasiones.
- Para proveer lo necesario para organizar, armar y disciplinar a la milicia nacional y para gobernar aquella parte de esta que se utilice en servicio de los Estados Unidos; reservándose a los Estados correspondientes el nombramiento de los oficiales y la facultad de instruir conforme a la disciplina prescrita por el Congreso.
- Para legislar en forma exclusiva en todo lo referente al Distrito (que no podrá ser mayor que un cuadrado de 10 millas por lado) que se convierta en sede del gobierno de los Estados Unidos, como consecuencia de la cesión de algunos Estados en que se encuentren situados, para la construcción de fuertes, almacenes, arsenales, astilleros y otros edificios necesarios.
- Para expedir todas las leyes que sean necesarias y convenientes para llevar a efecto los poderes anteriores y todos los demás que esta Constitución confiere al gobierno de los Estados Unidos o cualquiera de sus departamentos o funcionarios.

Muchos poderes del Congreso han sido ampliamente interpretados. Los más importantes, como la Seguridad Social (o estado de bienestar), el Comercio Interestatal, y la Cláusula Necesaria y Apropiada, se han utilizado para otorgar poderes expansivos al Congreso. 
El Congreso puede establecer y recaudar impuestos para "pagar las deudas y proveer a la defensa común y bienestar general de los Estados Unidos" dentro de los límites de sus poderes enumerados. La Corte Suprema de los Estados Unidos no ha definido el "bienestar general", dejando esta pregunta de tipo político al Congreso. En el caso Estados Unidos contra Butler de 1936, el Tribunal interpretó por primera vez la cláusula. El conflicto se centró en un impuesto recaudado de los procesadores de productos agrícolas tales como carne; los fondos recaudados por el impuesto no eran entregados a los fondos generales de Hacienda, sino que fueron destinados de forma particular a granjeros. El Tribunal anuló el impuesto, dictando que de acuerdo a la Cláusula de impuestos y gastos, esta se relaciona solamente con las "cuestiones de bienestar nacional, a diferencia del bienestar local". El Congreso continúa haciendo un uso expansivo de la Cláusula de impuestos y gastos; por ejemplo, los programas de la Seguridad Social, según el Congreso, se autoriza siguiendo esta cláusula. 
El Congreso está autorizado para solicitar fondos del crédito de los Estados Unidos. En 1871, en el caso Knox contra Lee, el Tribunal dictó que esta cláusula permitía al Congreso emitir cuentas de gastos y subsanarlas emitiendo moneda de curso legal, con tal de satisfacer las deudas. Siempre que el Congreso solicite fondos económicos, se obliga a compensar la suma según lo estipulado en el acuerdo original. En el caso Perry contra los Estados Unidos (1935), el Tribunal invalidó una ley que intentaba rescindir una cláusula por la cual los acreedores pudieran exigir el pago en moneda de oro. 
La cláusula necesaria y apropiada, al igual que la de comercio y la de bienestar general se han interpretado de forma tan amplia que al día de hoy, el Gobierno Federal de Estados Unidos ejerce muchos poderes que no están expresamente delegados por los estados en la Constitución al Gobierno Federal, como los diversos programas sociales del estado del bienestar estadounidense. Sin embargo, James Madison, quien escribió gran parte de la Constitución, estaba en desacuerdo con que el Congreso ejerza poderes que no estén expresamente otorgados en la Constitución. Madison, cuando ocupó el cargo de presidente de los Estados Unidos, ejerció su poder de veto contra el proyecto de ley de obras públicas federales, llamándolo «inconstitucional», ya que el Gobierno Federal no tiene el poder para construir infraestructura.

A la Cámara de Representantes de los Estados Unidos:

Después de considerar el proyecto de ley presentado este día titulado "Un Acta para separar y comprometer ciertos fondos para mejoras internas", y que separa y compromete fondos "para construir carreteras y canales, y mejorar la navegación de los cursos de agua, a fin de facilitar, promover y dar seguridad al comercio interno entre los diversos Estados, y hacer más fáciles y menos costosos los medios y disposiciones para la defensa común, "Estoy limitado por la dificultad insuperable que siento al conciliar el proyecto de ley con la Constitución de los Estados Unidos para devolverlo con esa objeción a la Cámara de Representantes, en el que se originó.
Los poderes legislativos conferidos al Congreso se especifican y enumeran en la sección octava del primer artículo de la Constitución, y no parece que el poder propuesto para ser ejercido por el proyecto de ley se encuentre entre los poderes enumerados, o que caiga bajo ninguna interpretación con el poder de hacer las leyes necesarias y apropiadas para llevar a la ejecución esos u otros poderes conferidos por la Constitución en el Gobierno de los Estados Unidos.

El "poder de regular el comercio entre los diversos Estados" no puede incluir un poder para construir carreteras y canales, y para mejorar la navegación de los cursos de agua con el fin de facilitar, promover y asegurar ese comercio sin una latitud de construcción que se aleje de lo común importación de los términos fortalecidos por los inconvenientes conocidos que sin duda condujeron a la concesión de este poder correctivo al Congreso.
James Madison, 4.° presidente de los Estados Unidos, veto contra el proyecto de ley de obras públicas federales, 3 de marzo de 1817

### Cláusula de Comercio
La Corte Suprema de los Estados Unidos raramente ha impedido el uso de la Cláusula de Comercio para variar determinadas intenciones. La primera decisión importante relativa a la cláusula de comercio fue en el caso Gibbons contra Ogden, que se decidió de forma unánime en el Tribunal en 1824. El caso implicaba tanto leyes federales como estatales; Thomas Gibbons tenía un permiso federal de circulación de vapor en el río Hudson, mientras que el otro, Aaron Ogden, tenía un monopolio para hacer lo mismo pero concedido por el Estado de Nueva York. Ogden afirmaba que comercio incluía solamente la compra y la venta de mercancías, pero no su transporte. El presidente de la Corte Suprema, John Marshall rechazó esta idea. Marshall indicó que comercio incluía el transporte de mercancías, y que “debería haber sido contemplado” por los Padres Fundadores de los Estados Unidos. Marshall añadió que las competencias del Congreso sobre el comercio son completas en sí mismas, se pueden ejercitar en el grado de todo lo posible, y no se reconoce ninguna limitación con excepción de lo que está prescrito en la Constitución. 

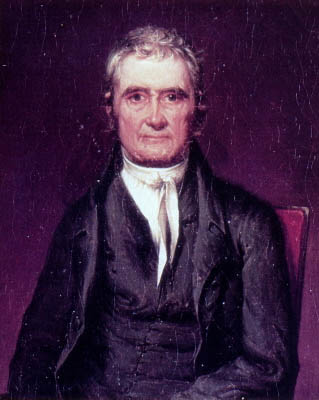
El presidente de la Corte Suprema John Marshall hizo una amplia interpretación de la Cláusula de Comercio.

Esta interpretación expansiva de la Cláusula de Comercio fue limitada a finales del siglo XIX y principios del XX, cuando una actitud más liberal imperaba en el Tribunal (conocida como laissez-faire). En el caso Estados Unidos contra la compañía E.C. Knight (1895), la Corte Suprema limitó el contenido de una reciente ley (la Sherman Antitrust Act) que había intentado dividir el poder de los monopolios que dominaban la economía de la nación. El Tribunal estableció que el Congreso no podía regular la manufacturación de mercancías, incluso aunque concerniera a otros estados. El Magistrado Melville Fuller dictó: el comercio prospera para la manufacturación, y no es una parte de él. 
La Corte Suprema de los Estados Unidos ha considerado inconstitucionales nuevos programas de reparto, considerando que deformaban el significado de la cláusula de comercio. En el caso de La Corporación Schechter Poultry contra los Estados Unidos, (1935) el Tribunal, de forma unánime, declaró ilegales los códigos industriales que regulaban la matanza de aves de corral, declarando que el Congreso no podía regular estas materias. Como el Magistrado Charles Evans Hughes estableció, en cuanto a las aves de corral (…) el flujo del comercio de un estado a otro ha cesado. El control judicial sobre los poderes de la cláusula de comercio del Congreso continuó durante los años 1930.
En 1937 la Corte Suprema rechazó la doctrina de laissez-faire, decidiendo un caso histórico, el del Consejo Nacional de Relaciones Laborales contra la Compañía del Acero Jones y Laughlin. La legislación en cuestión, el Decreto Nacional de Relaciones Laborales, evitaba que los empleadores llevaran a cabo "prácticas de trabajo injusto", como despedir a trabajadores por pertenecer a sindicatos. El Tribunal dictó para que se mantuviera el contenido del decreto. El Tribunal, volviendo a las teorías propuestas por John Marshall, dictó que el Congreso podría aprobar aquellas leyes que regularan acciones que concernieran directamente al comercio interestatal. Otras decisiones ampliaron los poderes del Congreso siguiendo la cláusula de comercio. Este cambio en la forma de actuar del Tribunal fue causado por un proyecto del presidente Franklin D. Roosevelt, puesto que se consideró que amenazaba la independencia del Tribunal. En los años 1990, sin embargo, el Tribunal actuó para frenar el ejercicio de poder del Congreso de regular el comercio. El Congreso aprobó decretos que penaban delitos sobre aquellos sujetos que se opusieran a que otros participaran del comercio entre estados. En el caso Estados Unidos contra López (1995), el Tribunal sentenció que el Congreso no podía ejercitar el "poder policial", que está reservado a los estados.

### Otros poderes del Congreso
El Congreso puede establecer leyes uniformes referentes a la naturalización y a la bancarrota. Puede también acuñar moneda, regular el valor de la moneda estadounidense o extranjera y castigar a falsificadores. Puede también fijar los estándares de pesos y medidas. Además, el Congreso puede establecer oficinas de correos y vías de comunicación de correos (estas vías de comunicación, sin embargo, no necesitan estar exclusivamente para el transporte del correo). El Congreso puede promover el progreso de la ciencia y de los artes útiles concediendo los copyright y patentes. Aunque se prohíbe el copyright y las patentes a título perpetuo, la Corte Suprema resolvió, en el caso Eldred contra Ashcroft (2003), que repetidas prolongaciones al plazo dado por el copyright no constituyen un "copyright perpetuo"; nótese también que este es el único poder concedido donde los medios para lograr el propósito indicado se proporcionan específicamente. 
Los tribunales inferiores a la Corte Suprema se establecen por el Congreso. 
La Octava Cláusula de la Octava Sección del Artículo I es el único caso en todo el conjunto del texto constitucional en el que la palabra "derecho", en su forma original en inglés (right) se utiliza.
El Congreso tiene varios poderes relativos a la guerra y las fuerzas armadas. De acuerdo a la cláusula de los Poderes de Guerra, sólo el Congreso puede declarar la guerra; sin embargo en varios casos, sin haberse declarado, se le ha concedido al presidente la autoridad para unirse a conflictos militares. Se han declarado cinco guerras en la historia de los Estados Unidos: la Guerra de 1812 (declarada por Estados Unidos contra Inglaterra), la Guerra entre México y los Estados Unidos, la Guerra Hispano-Estadounidense (también llamada guerra de Cuba, contra España), la Primera Guerra Mundial y la Segunda Guerra Mundial. Algunos historiadores arguyen que la doctrina y la legislación aprobadas durante las operaciones contra Pancho Villa constituyen una sexta declaración de guerra. El Congreso puede conceder patentes de corso y represalias; aunque tales elementos están obsoletos en la actualidad. El Congreso puede establecer y apoyar las fuerzas armadas, pero no se puede llevar a cabo ninguna asignación para el apoyo del ejército que dure un término de más de dos años. Esta disposición fue introducida porque los Padres Fundadores de los Estados Unidos temieron el establecimiento de un ejército permanente durante el tiempo de paz. La disposición es discutible, sin embargo, puesto que actualmente las asignaciones para cualquier fin se hacen anualmente. El Congreso puede regular o llamar en adelante a las milicias del estado, pero los estados conservan la autoridad para designar oficiales y al personal para la formación militar. El Congreso también tiene poder exclusivo para dictar normas que regulen el ejército de tierra y las fuerzas navales. Aunque el poder ejecutivo y el Pentágono han intervenido de una forma cada vez más importante en este proceso, la Corte Suprema ha reafirmado a menudo que el Congreso es el titular exclusivo en cuanto a la regulación de estas materias (esto se refleja por ejemplo en el caso Burns contra Wilson del año 1953). El Congreso utilizó este poder en dos ocasiones tras la Segunda Guerra Mundial promulgando dos estatutos: el Código Uniforme de la Justicia Militar, para mejorar la calidad y la imparcialidad de las cortes marciales y de la justicia militar, y el Decreto Federal de las Demandas de Agravio, que entre otros derechos ha permitido a miembros del servicio militar a demandar por daños, hasta que la Corte Suprema derogó esa sección del estatuto en una divisoria serie de casos, lo que se conoce como la Doctrina de Feres. 
El Congreso tiene el derecho exclusivo de legislar "en cualesquiera de todos los casos" relativos a la capital de la nación, que es el Distrito de Columbia. El Congreso puede también ejercitar tal jurisdicción sobre la tierra comprada de los estados para la construcción de "fuertes" y otros edificios.

### Cláusula necesaria y apropiada
Finalmente, el Congreso tiene el poder de hacer leyes, si y solo si, son "necesarias y apropiadas" para cumplir con sus poderes enumerados, ya que el Artículo I, Sección I limita al congreso únicamente a "Todos los poderes legislativos otorgados en la presente Constitución". Así, puede establecer un sistema por el que se castigue a los que violen las leyes, aunque la Constitución solamente prevea de forma explícita el castigo de aquellos que cometan falsificación o infrinjan leyes marítimas. 
La cláusula necesaria y apropiada, sin embargo, se ha interpretado de forma muy amplia, dando de tal modo al Congreso amplias potestades en materia de legislación. El primer hito que implicaba a la cláusula fue el caso McCulloch contra Maryland (1819), que implicó el establecimiento de un banco nacional. Alexander Hamilton, en abogar por la creación del banco, discutió que hubiera una relación "más o menos directa" entre el banco y "los poderes destinados a la recaudación de impuestos, de pedir subvenciones, de regular el comercio entre los estados, y de recaudar fondos para las flotas y las marinas de guerra". Thomas Jefferson contestó exponiendo que los poderes del Congreso "se pueden ejecutar todos sin que exista un banco nacional. Un banco por lo tanto no es necesario, y por lo tanto no está autorizado en este caso". El presidente de la Corte Suprema, John Marshall se mostró de acuerdo con las interpretaciones de Jefferson. Marshall escribió que una constitución que enumerara "todos" los poderes del Congreso "participaría de un prolijo texto, que incluiría un código legal y entonces apenas podría abrazarse por la mente humana". Puesto que la Constitución posiblemente no podría enumerar los "ingredientes de menor importancia" de los poderes del Congreso, Marshall "dedujo" que el Congreso tenía la autoridad para establecer un banco en "grandes lineamientos" del Bienestar general, del comercio y de otras cláusulas. De acuerdo a esta interpretación de la cláusula, el Congreso tiene amplios poderes, (poderes que se dan por entendidos) no enumerados explícitamente en la Constitución.

## Novena Sección: Límites al Congreso

Sello del Congreso de los Estados Unidos.

La siguiente sección del Artículo I estipula límites en los poderes del Congreso:

Sección Novena: El Congreso no podrá prohibir antes del año mil ochocientos ocho la inmigración o importación de las personas que cualquiera de los Estados ahora existentes estime oportuno admitir, pero puede imponer sobre dicha importación una contribución o derecho que no exceda de 10 dólares por cada persona.

El privilegio de habeas corpus no se suspenderá, salvo cuando la seguridad pública lo exija, en los casos de rebelión o invasión.

No se aplicarán decretos de proscripción ni leyes ex post facto.

No se impondrá ningún impuesto directo ni de capitación, a nos ser que se establezca de forma proporcional al censo o recuento que antes se ordeno practicar.

Ningún impuesto o derecho se establecerá sobre los artículos que se exporten desde cualquier Estado.

Los puertos de un Estado no gozarán de preferencia sobre los de ningún otro, en virtud de reglamentación mercantil o fiscal; tampoco las embarcaciones que se dirijan a un Estado o procedan de él estarán obligadas a ingresar, compensar o pagar en cualquier otro.

Ninguna cantidad podrá extraerse del tesoro si no es como consecuencia de asignaciones autorizadas por la ley, y de tiempo en tiempo deberá publicarse una declaración del estado de cuenta, ordenados los ingresos y gastos del tesoro.

Los Estados Unidos no concederán ningún título de nobleza y ninguna persona que ocupe un empleo remunerado u honorífico que dependa de ellos aceptará ningún regalo, emolumento, empleo o título, sea de la clase que fuere, de cualquier monarca, préncipe o Estado extranjero, sin consentimiento del Congreso.

El comercio internacional de esclavos tuvo vigencia legal hasta 1808. Hasta 1808, sin embargo, la Constitución permitía que el Congreso impusiera un arancel máximo de diez dólares por cada esclavo importado en los Estados Unidos. 
La Constitución determina que el privilegio del mandamiento judicial de habeas corpus no se puede suspender, excepto durante periodos de rebelión o invasión. En el caso Ex parte Milligan (1866), la Corte Suprema sostuvo que este derecho no podría ser suspendido mientras los juzgados civiles estuvieran operativos. 
El Congreso puede no aprobar ningún “bill of attainder” o ley “ex post facto”. Una “bill of attainder” es una ley en la cual se condena a una persona inmediatamente, sin que haya proceso judicial. Es decir, es un acto legislativo que comporta considerar a alguien culpable de un delito sin que exista un proceso judicial regular en el que se le sea asegurada una defensa. Una ley “ex post facto” se aplica a algo que ocurrió antes de que la ley fuera aprobada, o que no era ilegal cuando ocurrió. 
La Sección Novena reitera la disposición de la Sección Segunda de que los impuestos directos se deben repartir sobre la base de la población de los estados. Además, no se puede imponer ningún impuesto por exportaciones en ningún estado. El Congreso no puede, ya sea por ingresos o mediante la legislación de comercio, otorgar preferencia a los puertos de un estado sobre los de otro, ni aunque se requieran buques de un estado para pagar las obligaciones en otro. Todos los fondos pertenecientes a Hacienda no pueden ser retirados a no ser que sea de acuerdo con la ley. La práctica moderna es que el Congreso aprueba anualmente un número de cuentas de apropiación que autorizan el gasto del dinero público. La Constitución establece el requisito de que una declaración regular de tales gastos esté publicada. 
El Congreso puede no conceder ningún título nobiliario. Ningún funcionario civil puede, sin el consentimiento del Congreso, aceptar cualquier emolumento, cargo o título de ningún gobernante o estado extranjero.

## Décima Sección: Límites a los Estados

Estados miembros de los Estados Unidos de América.

La última sección del primer artículo esboza los límites de los poderes de los Estados federados:

Sección Décima: Ningún Estado celebrará tratado, alianza o confederación algunos; otorgará patentes de corso y represalias; acuñara moneda, emitirá papel moneda, legalizará cualquier cosa que no sea la moneda de oro y plata como medio de pago de las deudas; aprobará decretos por los que se castigue a determinadas personas sin que preceda juicio ante los tribunales, leyes ex post facto o leyes que menoscaben las obligaciones que derivan de los contratos, ni concederá título alguno de nobleza.

Sin el consentimiento del Congreso ningún Estado podrá imponer derechos sobre los artículos importados o exportados, cumplir sus leyes de inspección, y el producto neto de todos los derechos e impuestos que establezcan los Estados sobre las importaciones y exportaciones se aplicará en provecho del tesoro de los Estados Unidos; y todas las leyes de que se trata estarán sujetas a la revisión y vigilancia del Congreso.

Sin dicho consentimiento del Congreso ningún Estado podrá establecer derechos de tonelaje, mantener tropas o navíos de guerra en tiempo de paz, celebrar convenio o pacto alguno con otro Estado o con una potencia extranjera, o hacer la guerra, a menos de ser invadido realmente o de hallarse en peligro tan inminente que no admita demora.

Los Estados no pueden ejercitar algunos poderes, que están reservados al Gobierno Federal: los tratados internacionales, alianzas o confederaciones, patentes de corso o represalias, acuñar moneda o expedir cuentas de crédito. Además, según el antiguo texto constitucional, los Estados sólo pueden expedir monedas de oro y plata para hacer frente al pago de deudas. Los Estados tampoco pueden aprobar “bill of attainder”, leyes “ex post facto”, deteriorar la obligación de contratos o conceder títulos nobiliarios. 
La cláusula sobre contratos fue, en el siglo XIX, sujeto del contenido de numerosos pleitos. Fue interpretada por primera vez por la Corte Suprema en 1810, en el caso Fletcher contra Peck. El caso implicó el conocido como el escándalo de la tierra de Yazoo, en el cual la Asamblea legislativa del Estado de Georgia autorizó la venta de la tierra a unos especuladores, a bajo precio. Que este proceso implicaba un soborno fue tan evidente que una multitud de ciudadanos intentó linchar a los miembros corruptos de la Asamblea. Después de celebrarse las elecciones, la Asamblea legislativa aprobó una ley que rescindió los contratos concedidos por los miembros corruptos. Sin embargo, la validez de la anulación de la venta fue cuestionada por la Corte Suprema. El presidente del Tribunal, John Marshall, formuló la siguiente pregunta: "¿qué es un contrato?". A lo que él mismo respondió: "es un acuerdo entre dos o más partes". Marshall cuestionó que la venta de la tierra por la Asamblea legislativa de Georgia, aunque corrupta, era un "contrato válido". Añadió que el Estado no tenía ningún derecho para anular la compra de la tierra, puesto que al hacerlo se deteriorarían las obligaciones del contrato. 
Sin embargo, la definición de contrato propuesta por el presidente de la Corte Suprema John Marshall no es tan simple como parece. En 1819, el Tribunal se hallaba considerando si un estatuto corporativo podría ser considerado como un contrato. El caso Administradores de la Universidad de Dartmouth contra Woodward implicaba a la Universidad de Dartmouth (Dartmouth College), que había sido establecida bajo Estatuto Real por el rey Jorge III. Debido al Estatuto se estableció una tabla de doce administradores para el gobierno corporativo de la universidad. En 1815, sin embargo, Nuevo Hampshire aprobó una ley que aumentaba el número de administradores a veintiuno, de modo que se pudiera ejercitar un control público sobre la universidad. Marshall, y por lo tanto el Tribunal, dictó que Nuevo Hampshire no podía enmendar el Estatuto, que fue establecido como un contrato, puesto que confería "derechos consolidados" a los administradores. 
Otro conflicto que surgió fue el caso Sturges contra Crowninshield, también bajo el periodo de Marshall. El caso implicaba una deuda que había sido contraída a principios de 1811. Más adelante en ese mismo año, el Estado de Nueva York aprobó una ley sobre bancarrota, mediante la cual la deuda sería saldada más tarde. La Corte Suprema estableció que una ley retroactiva que afectara a la ley sobre bancarrota del Estado deterioraba la obligación de pagar la deuda, y por lo tanto violaba la Constitución. En el caso Ogden contra Saunders (1827) sin embargo, el Tribunal decidió que las leyes sobre bancarrota del Estado podrían aplicarse a las deudas contraídas después de la aprobación de la ley. La legislación estatal sobre estos supuestos de bancarrota y deudores, no ha sido relevante desde la adopción de una ley federal sobre bancarrota en 1898. 
Hay más competencias que se prohíben a los Estados. Estos no pueden, sin el consentimiento del Congreso, establecer impuestos sobre las importaciones o exportaciones, a excepción del cumplimiento de las leyes de inspección del Estado (que pueden ser revisadas por el Congreso). El rédito neto del impuesto se paga no al Estado, sino a la Hacienda federal. 
En cuanto a materia militar, los Estados no pueden, sin el consentimiento del Congreso, contar con tropas o ejércitos en tiempo de paz. No pueden formar parte de alianzas ni de acuerdos con Estados extranjeros, ni unirse a guerras a menos que sean invadidos. Los Estados están autorizados, sin embargo, a organizar y armar una milicia. Esta función la cumple en la actualidad la Guardia Nacional de los Estados Unidos.